# Ingilojcy
Ingilojcy (Ingiloj) – grupa etniczna zamieszkująca na terenach historycznie należących do południowej Kachetii, zwanych Saingilo, obecnie części Azerbejdżanu, obejmującej trzy rejony: gachski (chrześcijanie) oraz  zakatalski i biełokański (muzułmanie).
Ingilojcy posługują się gwarą dialektu kacheckiego. Wyznają zarówno islam, jak i chrześcijaństwo i w zależności od tego deklarują się jako Gruzini lub Azerowie. Ich nazwa (ingiloj – nowo nawróceni) wiąże się z faktem, iż przyjęli islam dość niedawno, bo w XVII–XVIII wieku.